# Ugo Ricci (giornalista)
Ugo Ricci (Napoli, 10 gennaio 1875 – Napoli, 25 gennaio 1940) è stato un giornalista e scrittore italiano. Fu cronista mondano, poeta, autore di macchiette, scritti e versi di cultura popolare partenopea.

## Biografia
Nato il 10 gennaio 1875 in una modesta casa del Borgo di Antignano, insediamento semirurale collinare preesistente al nuovo quartiere Vomero, Ugo Ricci era figlio del direttore di una cartiera a Isola del Liri (Fr), ma crebbe a Napoli, nel Rione Materdei, in casa dei nonni materni dedicandosi agli studi liceali fin quando, appena maggiorenne, ricevuta l'eredità del nonno, partì per un lungo viaggio in Europa e a Parigi.
Successivamente, tornato a Napoli, iniziò a dedicarsi al giornalismo, dapprima come redattore del «6 & 22» e del «Re di denari», poi come collaboratore e direttore del periodico umoristico «Monsignor Perrelli» e del periodico satirico« Ma chi è?», e quindi al «Il Mattino» dove Eduardo Scarfoglio lo scelse come sostituto di Matilde Serao come curatore della rubrica “Mosconi”, ossia trafiletti di cronache mondane, divagazioni e ricordi, prima di lui affidati anche a Ettore Marroni (Bergeret) e Ferdinando Russo. Oltre la celebre rubrica che curò per un trentennio, fu anche il referente della "Piccola Posta" ove con arguzia e sarcarsmo rispondeva alle lettere dei lettori e degli abbonati,
Sia sui giornali che in altre opere, Ricci spesso si firmò con gli pseudonimi Mascarillo e poi Triplepatte, il primo ispirato al "re dei furbi" noto personaggio di Moliere, e il secondo derivato sia dalla commedia di ambiente mondano scritta nel 1905 da Tristan Bernard, e sia dalle eleganti giacche che egli stesso indossava e che sulle tasche avevano, per l'appunto, tre patte. Sotto questi nomi - scrisse Peppino De Filippo - il  "notissimo e intelligente umorista e poeta napoletano, firmò i suoi consigli», i suoi «aforismi», i suoi «auguri», le sue «osservazioni», le sue «risposte»".
Fu un eccellente cronista mondano della società borghese appena venuta alla luce nei primi decenni postunitari, ed alla quale apparteneva egli stesso che si definiva «nato sopra all'Arenella, da poveri ma onesti genitori, molti…molti anni fa, io sono l'uomo degli ingenui amori, con la vicina, con la commarella…Sul corso alle Quattro Stagioni ne abbiamo tagliati meloni…Dove trascorsi l'ora più gioconda, più luminosa della vita mia, fu qui: palazzo Puoti a Materdei».
Venne definito da Giovanni Artieri, di "carattere attenuatamente ribelle, giovane, immutato sino alla morte" nonché“il poeta delle mezze calzette”, termine che a Napoli indicava - e tuttora indica - una persona di scarsa cultura, di poca avvenenza e soprattutto di difficile collocazione sociale, né nobile, né popolana, richiamando quindi per antonomasia quella nascente classe borghese priva di antica memoria o di una qualunque tradizione che gli desse autorità, oppure venuta da una pregressa nobiltà ormai però caduta in bassa fortuna o ancora rappresentante di un umile proletariato improvvisamente, però, elevatosi di rango.
Cronista dei suoi tempi egli diede per la prima volta, proprio a questa piccola borghesia, un po' di notorietà sul maggior quotidiano cittadino, tracciando con celata ironia vere e proprie macchiette di grandi e piccoli protagonisti e, talvolta, anche coniando termini come il vezzeggiativo “mallardine”, riferito alle signorine della media borghesia aduse ad indossare le cosiddette “mallarde”, cioè grandi cappelli che derivavano il proprio nome dialettale dal francese malart con cui si indica una grossa anitra.
Assorbito appieno dall'attività giornalistica Ugo Ricci non scrisse molto, ma fu tuttavia autore di alcune spassose macchiette  tra cui Il dito (con musica di Nicola Valente), Il tenentino, L'automobilista, La cameriera d'albergo, La domatrice (musica di Vincenzo Valente) e la celebre 'O cafè Calzona per Nicola Maldacea, nonché di vari versi, la cui poesia era però saldamente legata ai suoi tempi risultando quindi "difficile per tanti aspetti, (poiché) le indicazioni di tempo, ore, atmosfere, climi lirici e ironici vengono ottenuti anche con riferimenti alle ditte di celebri magazzini che, al tempo in cui il poeta scriveva, aprivano le loro mostre" 
Umorista arguto e verace, figurò degnamente tra i protagonisti della scapigliatura napoletana, e, amatissimo dai lettori, esercitò liberamente la sua satira anche nel periodo fascista quando peraltro rivolse alcuni pungenti versi ai gerarchi De Bono e Farinacci.
Tradusse il celebre romanzo Anna Karenina e pubblicò inoltre alcune opere letterarie tra cui La clientela del signor Fossani, Pulcinella principe in sogno e altre poesie (1910-1927), Quando nacqui mi disse una voce, Elegie napoletane e L'eredità di Mascarillo, nonché la raccolta Napoli nobilissima Prose e poesie inedite, pubblicata postuma nel 1951 a cura dalla moglie Margot Xiglag, apprezzata giornalista.
A Napoli gli è stata intitolata una strada del quartiere Vomero.